# Diphyus effigialis
Diphyus effigialis är en stekelart som först beskrevs av Heinrich 1961.  Diphyus effigialis ingår i släktet Diphyus och familjen brokparasitsteklar. Inga underarter finns listade i Catalogue of Life.